# I am ICHIHASHI 逮捕されるまで
『I am ICHIHASHI 逮捕されるまで』（アイ・アム・イチハシ たいほされるまで）は、2013年の日本の犯罪サスペンス映画である。監督と主演、主題歌をディーン・フジオカが手がけている。リンゼイ・アン・ホーカー殺害事件の犯人の逃亡生活が描かれている。

## あらすじ
千葉県市川市にて、英会話講師の英国人女性が殺害される。警察官は市橋達也の家を訪れるが、彼は警察官を振り切って逃走する。市橋は、青森県、四国地方、沖縄県、大阪府と、全国各地を転々とする。その間、彼は住み込みや日雇いで働き、金銭を得る。彼がイヤフォンで聞くラジオからは、事件の捜査状況や被害者遺族の広報活動の様子が流れている。
潜伏先で自ら顔を刃物で切り、顔貌を変えた市橋は、その後、病院で整形手術を受ける。しかし、手術前に撮った写真がきっかけとなり、病院は警察へ通報する。市橋に優しく接していた職場の同僚も、指名手配のポスターを見たことから、警察へ通報する。追い詰められた市橋は恐怖にとらわれながら逃げてゆく。しだいに現在と過去、現実と幻が交錯する。
市橋は、逃亡生活を続けた果てに、フェリー乗り場で警察官に声をかけられる。車の後部座席に乗った市橋は、曇った窓ガラスに指で文字を書く。そこには、「ウエシマ」「ウエダ」「イノウエ」と、彼が過去に名乗ってきた偽名が記されている。市橋は最後に「Ich」と自らの本名を書きかけるが、窓ガラスを手のひらで拭い、それら全てを消すのであった。

## キャスト
- ディーン・フジオカ - 市橋達也
- 小柳友貴美
- よっちゃん
- 岸本尚泰
- 末吉功治
- 日向丈
- 宇野祥平
- 水澤紳吾
- 佐藤貢三
- 野村たかし
- カレン
- 松永匡史
- 上西雄大
- 小渡俊彰
- 桑江良美
- 浦崎明香理
- 当銘由亮
- 玉那覇由規
- 松本匠
- 正木佐和
- 松本修平
- 桜井聖
- 松坂龍馬
- 真谷傑
- 与那嶺圭一
- 小林博
- 水上静香
- 遠藤さつき
- 白熊寛嗣
- 松丸幸太郎
- 冨樫かずみ
- 日下ちひろ
- 廣末哲万
- 津波信一
- 仁科貴

## 製作
ディーン・フジオカは、市川市福栄における英国人女性殺人・死体遺棄事件発生当時には海外で活動しており、事件のことは本作の出演のオファーが来たときに初めて知った。彼は、実在の殺人犯を演じることが今後の仕事に悪影響を及ぼすのではないかと周囲から忠告を数多く受けたが、そのリスクを理解した上で引き受けた。「台湾や香港では俳優として『いい人』の役が多かった中、挑戦したい」と思ったのだという。当初、フジオカ以外の人物が監督を務める予定であったが、俳優として約半年間の準備を重ねていたフジオカは、ある日、監督のオファーを受けた。彼は、以前から映画監督業に興味を抱いていたが、「こんなに早く監督デビューするとは思わなかった」と述べている。
フジオカは撮影に入る前、市橋達也の担当弁護士に会って話を聞いたほか、市橋が訪れた青森県や沖縄県、大阪府に足を運んだ。脚本の執筆に際しては、市橋の生い立ち、事件までの経緯、裁判記録を調べた上で、「これを映画化する意味は何なのかという原点に立ち返って」最終稿が出来上がった。撮影3日目、廊下で警察官から逃げる場面を演じていた際、フジオカは撮影機材でアキレス腱を切ってしまう。救急病院に運ばれて、6針縫う手術を受けた。医師からは、1か月間は安静状態で2週間は歩いてはいけない、と言われたが、撮影を中断するほどの予算的な余裕はなかったため、フジオカは車椅子に乗って撮影を続行し、自身が出演する時のみ立ち上がるという方法をとることによって、本作の撮影を終えた。
本作の主題歌には、プロデューサーやスタッフからの推薦を受けて、フジオカの「My Dimension」が選ばれた。この曲はフジオカにとって「僕の自己紹介みたいなもの」だという。

## 上映
本作は、新作映画を劇場とインターネット配信で同時期に公開する企画「1000taku」（センタク）の対象作品の1つである。劇場での鑑賞料金は一律1,000円で、配信はサービスにより一部料金が異なる。また、対象作品の予告編をFacebookでシェア、もしくはTwitterでリツイートし、それを劇場の窓口で提示することにより、鑑賞料金が500円に割引される。
2013年11月6日にインターネットで先行配信され、11月9日に劇場公開された。